# Tafsir al-Tabari

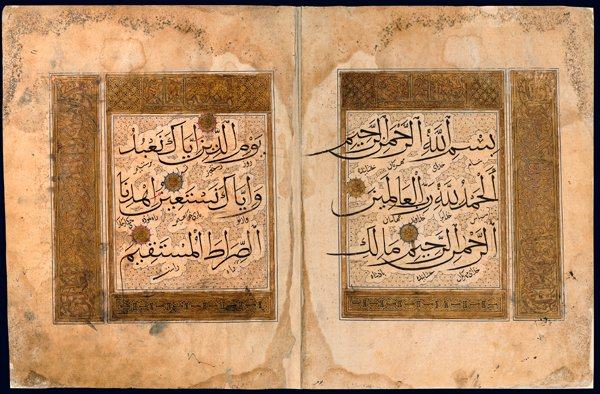
Första volymen av den persiska översättningen av Tabaris korankommentarer.

Jāmiʿ al-bayān ʿan taʾwīl āy al-Qurʾān (arabiska: جامع البيان عن تأويل آي القرآن, Det omfattande förtydligandet av tolkningen av Koranens verser), även känd som Tafsir al-Tabari (arabiska: تفسير الطبري), är en tafsirbok av Muhammad ibn Jarir al-Tabari (avliden 923). Boken är nog det enskilt viktigaste arkivet för ortodoxa sunnitiska förståelser av Koranen under islams första århundraden. Boken är förmodligen det mest konsulterade arbetet av islamisk exegetik. Verket blev omedelbart berömt under författarens egen livstid och har gett upphov till ett antal stora tafsirböcker efter det.